# Lars Johan Ehrenmalm
Lars Johan Ehrenmalm (före adlandet Malm), född 1688 i Viborg, död 21 september 1774 i Åbo, var en finländsk ämbetsman och politiker. Han var far till Samuel Magnus och Arvid Ehrenmalm.
Ehrenmalm blev auditör vid finska artilleriet 1708, och befann sig 1710-1712 i rysk fångenskap. Efter att ha frigivits försåg han regeringen med viktiga upplysningar om Ryssland, blev 1714 sekreterare hos Arvid Horn och 1717 sekreterare vid Åbo hovrätt. År 1718 utnämndes han till assessor vid samma hovrätt och adlades 1719. Därefter blev han hovrättsråd 1728, lagman i Norrfinne lagsaga, revisionssekreterare 1742, vice landshövding i Åbo och Björneborgs län samt ordinarie landshövding där 1747-1749. Ehrenmalm var en duglig ämbetsman och inlade både som sådan om som flitig deltagare i riksdagsförhandlingarna stora förtjänster om det krigshärjade Finlands återuppbyggande.